# Tân Thành, Đồng Tháp
Tân Thành là một xã thuộc tỉnh Đồng Tháp, Việt Nam.

## Địa lý
Xã Tân Thành có vị trí địa lý:
- Phía đông giáp tỉnh Tây Ninh.
- Phía tây giáp xã Tân Hộ Cơ.
- Phía nam giáp xã An Phước.
- Phía bắc giáp tỉnh Prey Veng, Vương quốc Campuchia.

Xã có diện tích 64,82 km², dân số năm 2025 là 30.611 người, mật độ dân số đạt 472 người/km².

## Lịch sử
Quyết định số 36-HĐBT ngày 06 tháng 03 năm 1984 của Hội đồng Bộ trưởng, chia xã Tân Thành cũ, huyện Hồng Ngự thành 2 xã lấy tên là xã Thông Bình và xã Tân Thành.
Quyết định số 41-HĐBT ngày 22 tháng 04 năm 1989 của Hội đồng Bộ trưởng, thành lập xã Tân Thành A thuộc huyện Tân Hồng trên cơ sở của 3.427 hécta với 8.390 người của xã Tân Thành cũ và 1.550 hécta với 2.245 người của xã Thông Bình, xã Tân Thành A có 4.977 hécta diện tích tự nhiên với 10.635 người.
Ngày 16 tháng 6 năm 2025, Ủy ban Thường vụ Quốc hội ban hành Nghị quyết số 1663/NQ-UBTVQH15 về việc sắp xếp các đơn vị hành chính cấp xã của tỉnh Đồng Tháp năm 2025. Theo đó, sắp xếp toàn bộ diện tích tự nhiên, quy mô dân số của xã Thông Bình và Tân Thành A thành xã mới có tên gọi là xã Tân Thành.
Sau khi sáp nhập, xã Tân Thành có 64,82 km² diện tích tự nhiên và dân số 30.611 người.

## Kinh tế - xã hội

### Kinh tế

#### Nông nghiệp
Trước ngày 30 tháng 4 năm 1975, xã Tân Thành A là căn cứ cách mạng nên nhân dân ở đây thường xuyên hứng chịu bom đạn, vừa sản xuất vừa chiến đấu và phục vụ chiến đấu. Do đặc điểm trên nên nông dân chỉ làm lúa chính vụ (dân địa phương thường gọi là lúa sạ hoặc lúa mùa), một năm chỉ làm một vụ, năng suất rất thấp.
Từ năm 1975 đến năm 1983 toàn xã vẫn tiếp tục làm lúa một vụ, diện tích gieo trồng là 7.200 ha, năng suất bình quân 2,5 tấn/ha, bình quân lương thực đầu người 450 kg/người/năm. Do có chủ trương đúng đắn của Đẳng bộ: Tập trung thâm canh tăng vụ, phục hóa, xây dựng hệ thống thủy lợi phục vụ tưới tiêu.
Từ năm 1984 đến nay đã chuyển dứt điểm diện tích lúa chính vụ sang 2 vụ, hiện nay diện tích sản xuất nông nghiệp của xã còn lại 2.600 ha (do việc chia tách xã), năng suất bình quân cả năm đạt từ 20 - 23 tấn/ha, tăng 8 lần so với lúa chính vụ. Bình quân lương thực đầu người đạt từ 2.150 kg/người/năm.

#### An ninh - quốc phòng
Hàng năm các chỉ tiêu về công tác quân sự địa phương đều đạt chỉ tiêu.
An ninh chính trị luôn trên địa bàn được giữ vững, trật tự an toàn xã hội, luôn ổn định, các vụ trọng án không xảy ra trên địa bàn, các tệ nạn xã hội không đáng kể.

#### Cơ sở hạ tầng
Xã đã được đầu tư xây dựng đến nay đã phát triển rất mạnh mẽ. Cơ sở hạ tầng đã được xây dựng 4 tiêu chí chủ chốt (điện đường trường trạm) và hoàn thiện.

#### Thủy lợi
Những năm 1975, xã Tân Thành A chỉ có các con sông rạch tự nhiên, chủ yếu phục vụ cho giao thông đường thủy và cung cấp nước sinh hoạt cho nhân dân.
Năm 1980, cho đến nay có chủ trương tăng vụ (từ sản xuất lúa 1 vụ sang sản xuất lúa 3 vụ), Nhà nước đã đầu tư hàng chục tỉ đồng để nạo vét các sông rạch tự nhiên, mở mới nhiều tuyến kênh để cung cấp nước phục vụ cho sản xuất. Ngoài ra nhân dân đóng góp xây dựng hệ thống thủy lợi nội đồng để tưới tiêu, trị giá hàng tỉ đồng. Hiện nay, hệ thống thủy lợi đáp ứng đủ nhu cầu nước phục vụ cho sản xuất nông nghiệp.

#### Điện
Hiện nay lưới điện Quốc gia đã về đến xã, có đến 100% hộ dùng điện sinh hoạt, phục vụ tốt cho sản xuất nhất là sản xuất nông nghiệp. Và hiện nay thì tỉ lệ người dân sử dụng điện thoại di động lên 100% số hộ dân sử dụng điện thoại di động.

### Xã hội

#### Chính sách xã hội
Hàng năm chi trả kịp thời các chế độ cho đối tượng chính sách, các năm qua đã xây cất trên 100 ngôi nhà tình nghĩa trị giá trên 1 - 2 tỉ đồng, cấp nhiều sổ tiết kiệm và hỗ trợ đời sống cho gia đình chính sách khó khăn trị giá hàng trăm triệu đồng, làm tốt công tác xóa đói giảm nghèo.

### Giáo dục
Hệ thống trường trung học phổ thông:
Trường trung học phổ thông Tân Thành.
Hệ thống trường trung học cơ sở:
Trường trung học cơ sở Tân Thành A.
Hệ thống trường tiểu học:
- Trường tiểu học Tân Thành A1
- Trường tiểu học Tân Thành A2
- Trường tiểu học Tân Thành A3.

Hệ thống trường mẫu giáo:

Mặt trước của trường Thpt Tân Thành 2014

Cổng trường Thcs Tân Thành A

- Trường mẫu giáo Tân Thành A (điểm chính)
- Trường mẫu giáo Tân Thành A (điểm phụ).

Sự nghiệp giáo dục xã không ngừng vươn lên, xã có đủ 4 cấp học (mẫu giáo, cấp tiểu học, cấp trung học cơ sở và cấp trung học phổ thông) và có 7 điểm trường của 4 cấp học, tất cả phòng học đều kiên cố và bán kiên cố, chất lượng giáo dục không ngừng nâng cao, đã có rất nhiều học xã Tân Thành A tốt nghiệp cao đẳng, đại học. Xã đã được công nhận xóa mù chữ, hoàn thành phổ cập giáo dục tiểu học và chấm dứt tình trạng học 3 ca.

#### Y tế
Tính đến thời điểm 2019, thì xã Tân Thành A chỉ có 1 trạm y tế (trạm y tế Tân Thành A) cùng một vài phòng khám tư nhân. Nay đã có trạm y tế với trang thiết bị tốt, có bác sĩ phục vụ, đáp ứng được yêu cầu khám chữa bệnh thông thường cho nhân dân.

## Văn hóa

### Thể dục thể thao
Hiện nay, xã có 5 sân bóng chuyền, 2 sân bóng đá (chủ yếu ở các trường học cấp II và cấp III), 1 sân bóng rổ, 3 sân cầu lông.

### Đời sống tinh thần của nhân dân
Bình quân 1 hộ dân có 1 tivi, tỉ lệ người dân sở hữu điện thoại thông minh là 97% nên do đó thì việc giải trí trên điện thoại thông minh trở nên thực sự cần thiết cho những ngày học tập lao động mệt mỏi của người dân
đài truyền thanh kéo dây loa được 95% trên địa bàn xã, góp phần nâng cao đời sống của nhân dân.

## Giao thông
Vào những năm 80, giao thông rất khó khăn, việc đi lại trong xã chủ yếu là bằng phương tiện đường thủy, đến trước 1990 toàn xã không có 1 chiếc xe gắn máy, từ xã đến huyện ly (thị trấn Hồng Ngự lúc bấy giờ) mất thời gian gần một ngày. Từ khi tách biệt, tách xã đến nay với phương châm Nhà nước và nhân dân cùng làm đã đầu tư nhiều tỉ đồng để nạo vét sông Cái Cái, làm lộ nhựa dọc theo bờ sông Cái Cái nối với tỉnh lộ 842 tạo điều kiện dễ dàng, thuận tiện cho việc đi lại của nhân dân. Hiện nay xe hơi lẫn xe mô tô có nhiều trên các con đường xã. Bình quân thì mỗi người dân sỡ hữu từ 1 - 2 mô tô. Những xe hơi lăn trên con đường xã cũng tương đối nhiều. Nhiều cây cầu bắc qua sông hiện đang xây dựng và sắp sửa hoàn thành.